# Skuespillere i Harry Potter
Skuespillere i Harry Potter er en liste over de skuespillere, som har lagt stemme til eller optrådt som en af de personer, der optræder i Harry Potter-filmserien, som er baseret på bogserien af J. K. Rowling. Daniel Radcliffe, Rupert Grint og Emma Watson, som optræder som henholdsvis Harry Potter, Ron Weasley og Hermione Granger i alle filmene, var faktisk ukendte da de blev castet til filmene. I de andre roller optræder nogle af de mest berømte skuespillere fra Storbritannien og Irland, deriblandt Helena Bonham Carter, David Bradley, Robbie Coltrane, Warwick Davis, Ralph Fiennes, Michael Gambon, Brendan Gleeson, Richard Griffiths, Robert Hardy, Richard Harris, Jason Isaacs, Gemma Jones, Gary Oldman, Alan Rickman, Fiona Shaw, Maggie Smith, David Thewlis, Emma Thompson, Julie Walters og Mark Williams. Tretten skuespillere har optrådt som den samme person i alle otte film i serien.

Nogle velkendte britiske skuespillere, som ikke har optrådt i serien, er i spøg blevet spurgt om, hvorfor de endnu ikke er blevet castet. I 2007, mens Yates instruerede Harry Potter og Fønixordnen, sagde Bill Nighy:
| Citat | Jeg jokede med [Yates] med, at jeg nu måske var den eneste skuespiller i England, som ikke har været med i Harry Potter. Men "ingen ringede". | Citat |
|       | |       |

 Ironisk blev Nighy, i 2009, castet som Minister for Magi Rufus Scrimgeour i Dødsregalierne, som Yates instruerer. Nighy sagde, "Jeg er ikke længere den eneste engelske skuespiller som ikke har medvirket i Harry Potter og jeg er meget tilfreds". Jude Law spøgte, "Ingen har spurgt mig. Jeg var lidt for gammel til Harry". Da en reporter sammenlignede eliksir professor Horatio Schnobbevoms besættelse efter berømte navne med seriens forbindelse til alle betydningsfulde britiske skuespillere, sagde Jim Broadbent, som spillede Schnobbevom, "Ja, ikke alle skuespillere bliver inviteret. Jeg kender nogle som stadig venter."
Under verdenspremieren på den sidste film i serien, Harry Potter og Dødsregalierne - del 2, som foregik den 7. juli 2011, i London, England, holdt J.K. Rowling en rørende tale, hvor hun roste filmseriens skuespilstalent. Her fortalte hun desuden, at hun omtaler syv af seriens unge medvirkende skuespillere som de syv store. Disse er Daniel Radcliffe, Rupert Grint, Emma Watson, Tom Felton, Matthew Lewis, Evanna Lynch og Bonnie Wright.
Listen er sorteret efter film og personer, da nogle personer har været spillet af flere forskellige skuespillere.

## Medvirkende
| Personer                                                                                               | Film                                       | Film                                | Film                      | Film                    | Film                                       | Film                                                                | Film                                   | Film                                                    |
| Personer                                                                                               | De Vises sten (2001)                       | Hemmelighed- ernes Kammer (2002)    | Fangen fra Azkaban (2004) | Flammernes Pokal (2005) | Fønix- ordenen (2007)                      | Halvblods-prinsen (2009)                                            | Dødsregali- erne del 1 (2010)          | Dødsregali- erne del 2 (2011)                           |
| Hovedpersoner                                                                                          | Hovedpersoner                              | Hovedpersoner                       | Hovedpersoner             | Hovedpersoner           | Hovedpersoner                              | Hovedpersoner                                                       | Hovedpersoner                          | Hovedpersoner                                           |
| --- | ------------------------------------------ | ----------------------------------- | ------------------------- | ----------------------- | ------------------------------------------ | ------------------------------------------------------------------- | -------------------------------------- | ------------------------------------------------------- |
| Harry Potter                                                                                           | Daniel Radcliffe Saunders trillingerne (u) | Daniel Radcliffe                    | Daniel Radcliffe          | Daniel Radcliffe        | Daniel Radcliffe                           | Daniel Radcliffe                                                    | Daniel Radcliffe                       | Daniel Radcliffe Toby Papworth (u)                      |
| Ron Weasley                                                                                            | Rupert Grint                               | Rupert Grint                        | Rupert Grint              | Rupert Grint            | Rupert Grint                               | Rupert Grint                                                        | Rupert Grint                           | Rupert Grint                                            |
| Hermione Granger                                                                                       | Emma Watson                                | Emma Watson                         | Emma Watson               | Emma Watson             | Emma Watson                                | Emma Watson                                                         | Emma Watson                            | Emma Watson                                             |
| Hogwarts' stab                                                                                         |                                            |                                     |                           |                         |                                            |                                                                     |                                        |                                                         |
| Charity Burbage                                                                                        |                                            |                                     |                           |                         |                                            |                                                                     | Carolyn Pickles                        |                                                         |
| Armando Dippet                                                                                         |                                            | Alfred Burke (u)                    |                           |                         |                                            |                                                                     |                                        |                                                         |
| Albus Dumbledore                                                                                       | Richard Harris                             | Richard Harris                      | Michael Gambon            | Michael Gambon          | Michael Gambon                             | Michael Gambon                                                      | Michael Gambon Toby Regbo (u)          | Michael Gambon                                          |
| Argus Filch                                                                                            | David Bradley                              | David Bradley                       | David Bradley             | David Bradley           | David Bradley                              | David Bradley                                                       |                                        | David Bradley                                           |
| Filius Flitwick                                                                                        | Warwick Davis                              | Warwick Davis                       |                           | Warwick Davis           | Warwick Davis                              | Warwick Davis                                                       |                                        | Warwick Davis                                           |
| Wilhelmina Makkeret                                                                                    |                                            |                                     |                           |                         | Apple Brook                                |                                                                     |                                        |                                                         |
| Rubeus Hagrid                                                                                          | Robbie Coltrane                            | Robbie Coltrane Martin Bayfield (u) | Robbie Coltrane           | Robbie Coltrane         | Robbie Coltrane                            | Robbie Coltrane                                                     | Robbie Coltrane                        | Robbie Coltrane                                         |
| Rolanda Hooch                                                                                          | Zoë Wanamaker                              |                                     |                           |                         |                                            |                                                                     |                                        |                                                         |
| Glitterik Smørhår                                                                                      |                                            | Kenneth Branagh                     |                           |                         |                                            |                                                                     |                                        |                                                         |
| Minerva McGonagall                                                                                     | Maggie Smith                               | Maggie Smith                        | Maggie Smith              | Maggie Smith            | Maggie Smith                               | Maggie Smith                                                        |                                        | Maggie Smith                                            |
| Irma Pince                                                                                             |                                            | Sally Mortemore                     |                           |                         |                                            |                                                                     |                                        |                                                         |
| Poppy Pomfrey                                                                                          |                                            | Gemma Jones                         |                           |                         |                                            | Gemma Jones                                                         |                                        | Gemma Jones                                             |
| Quirinus Quirrell                                                                                      | Ian Hart                                   |                                     |                           |                         |                                            |                                                                     |                                        | Ian Hart (o)                                            |
| Horatio Schnobbevom                                                                                    |                                            |                                     |                           |                         |                                            | Jim Broadbent                                                       |                                        | Jim Broadbent                                           |
| Severus Snape                                                                                          | Alan Rickman                               | Alan Rickman                        | Alan Rickman              | Alan Rickman            | Alan Rickman Alec Hopkins (u)              | Alan Rickman                                                        | Alan Rickman                           | Alan Rickman Benedict Clarke (u)                        |
| Pomona Spire                                                                                           |                                            | Miriam Margolyes                    |                           |                         |                                            |                                                                     |                                        | Miriam Margolyes                                        |
| Sibyll Trelawney                                                                                       |                                            |                                     | Emma Thompson             |                         | Emma Thompson                              |                                                                     |                                        | Emma Thompson                                           |
| Elever på Hogwarts                                                                                     |                                            |                                     |                           |                         |                                            |                                                                     |                                        |                                                         |
| Hannah Abbott                                                                                          |                                            | Charlotte Skeoch                    |                           | Charlotte Skeoch        |                                            |                                                                     |                                        |                                                         |
| Marcus Belby                                                                                           |                                            |                                     |                           |                         |                                            | Robert Knox                                                         |                                        |                                                         |
| Katie Bell                                                                                             | Emily Dale                                 | Emily Dale                          |                           |                         |                                            | Georgina Leonidas                                                   | Georgina Leonidas                      | Georgina Leonidas                                       |
| Miles Bletchley                                                                                        |                                            | David Churchyard                    |                           |                         |                                            |                                                                     |                                        |                                                         |
| Susan Bones                                                                                            | Eleanor Columbus                           | Eleanor Columbus                    |                           |                         |                                            |                                                                     |                                        |                                                         |
| Lavender Brown                                                                                         |                                            |                                     | Jennifer Smith            |                         |                                            | Jessie Cave                                                         | Jessie Cave                            | Jessie Cave                                             |
| Millicent Bulstrode                                                                                    |                                            | Helen Stuart                        |                           |                         |                                            |                                                                     |                                        |                                                         |
| Cho Chang                                                                                              |                                            |                                     |                           | Katie Leung             | Katie Leung                                |                                                                     |                                        | Katie Leung                                             |
| Penelope Clearwater                                                                                    |                                            | Gemma Padley                        |                           |                         |                                            |                                                                     |                                        |                                                         |
| Vincent Crabbe                                                                                         | Jamie Waylett                              | Jamie Waylett                       | Jamie Waylett             | Jamie Waylett           | Jamie Waylett                              | Jamie Waylett                                                       |                                        |                                                         |
| Colin Creevey                                                                                          |                                            | Hugh Mitchell                       |                           |                         |                                            |                                                                     |                                        |                                                         |
| Roger Davies                                                                                           |                                            |                                     |                           | Henry Lloyd-Hughes      |                                            |                                                                     |                                        |                                                         |
| Cedric Diggory                                                                                         |                                            |                                     |                           | Robert Pattinson        | Robert Pattinson (o)                       |                                                                     |                                        |                                                         |
| Justin Finch-Fletchley                                                                                 |                                            | Edward Randell                      |                           |                         |                                            |                                                                     |                                        |                                                         |
| Marcus Flint                                                                                           | Jamie Yeates                               | Jamie Yeates                        |                           |                         |                                            |                                                                     |                                        |                                                         |
| Seamus Finnigan                                                                                        | Devon Murray                               | Devon Murray                        | Devon Murray              | Devon Murray            | Devon Murray                               | Devon Murray                                                        | Devon Murray                           | Devon Murray                                            |
| Gregory Goyle                                                                                          | Joshua Herdman                             | Joshua Herdman                      | Joshua Herdman            | Joshua Herdman          | Joshua Herdman                             | Joshua Herdman                                                      | Joshua Herdman                         | Joshua Herdman                                          |
| Terence Higgs                                                                                          | Will Theakston                             |                                     |                           |                         |                                            |                                                                     |                                        |                                                         |
| Angelina Johnson                                                                                       | Danielle Tabor                             | Danielle Tabor                      | Danielle Tabor            | Tiana Benjamin          |                                            |                                                                     |                                        |                                                         |
| Leanne                                                                                                 |                                            |                                     |                           |                         |                                            | Isabella Laughland                                                  | Isabella Laughland                     | Isabella Laughland                                      |
| Lee Jordan                                                                                             | Luke Youngblood                            | Luke Youngblood                     |                           |                         |                                            |                                                                     |                                        |                                                         |
| Neville Longbottom                                                                                     | Matthew Lewis                              | Matthew Lewis                       | Matthew Lewis             | Matthew Lewis           | Matthew Lewis                              | Matthew Lewis                                                       | Matthew Lewis                          | Matthew Lewis                                           |
| Luna Lovegood                                                                                          |                                            |                                     |                           |                         | Evanna Lynch                               | Evanna Lynch                                                        | Evanna Lynch                           | Evanna Lynch                                            |
| Ernie Macmillan                                                                                        |                                            | Louis Doyle                         |                           | Louis Doyle             |                                            |                                                                     |                                        | Jamie Marks                                             |
| Draco Malfoy                                                                                           | Tom Felton                                 | Tom Felton                          | Tom Felton                | Tom Felton              | Tom Felton                                 | Tom Felton                                                          | Tom Felton                             | Tom Felton                                              |
| Cormac McLaggen                                                                                        |                                            |                                     |                           |                         |                                            | Freddie Stroma                                                      | Freddie Stroma                         | Freddie Stroma                                          |
| Pansy Parkinson                                                                                        |                                            |                                     | Genevieve Gaunt           |                         |                                            | Scarlett Byrne                                                      | Scarlett Byrne                         | Scarlett Byrne                                          |
| Padma Patil                                                                                            |                                            |                                     | Sharon Sandhu             | Afshan Azad             | Afshan Azad                                | Afshan Azad                                                         | Afshan Azad                            | Afshan Azad                                             |
| Parvati Patil                                                                                          |                                            |                                     | Sitara Shah               | Shefali Chowdhury       | Shefali Chowdhury                          | Shefali Chowdhury                                                   |                                        |                                                         |
| Adrian Pucey                                                                                           | Scot Fearn                                 | Scot Fearn                          |                           |                         |                                            |                                                                     |                                        |                                                         |
| Zacharias Smith                                                                                        |                                            |                                     |                           |                         | Nick Shirm                                 |                                                                     |                                        |                                                         |
| Alicia Spinnet                                                                                         | Leilah Sutherland                          | Rochelle Douglas                    |                           |                         |                                            |                                                                     |                                        |                                                         |
| Dean Thomas                                                                                            | Alfred Enoch                               | Alfred Enoch                        | Alfred Enoch              | Alfred Enoch            | Alfred Enoch                               | Alfred Enoch                                                        |                                        | Alfred Enoch                                            |
| Romilda Vane                                                                                           |                                            |                                     |                           |                         |                                            | Anna Shaffer                                                        | Anna Shaffer                           | Anna Shaffer                                            |
| Fred Weasley                                                                                           | James Phelps                               | James Phelps                        | James Phelps              | James Phelps            | James Phelps                               | James Phelps                                                        | James Phelps                           | James Phelps                                            |
| George Weasley                                                                                         | Oliver Phelps                              | Oliver Phelps                       | Oliver Phelps             | Oliver Phelps           | Oliver Phelps                              | Oliver Phelps                                                       | Oliver Phelps                          | Oliver Phelps                                           |
| Ginny Weasley                                                                                          | Bonnie Wright                              | Bonnie Wright                       | Bonnie Wright             | Bonnie Wright           | Bonnie Wright                              | Bonnie Wright                                                       | Bonnie Wright                          | Bonnie Wright                                           |
| Nigel Wolpert                                                                                          |                                            |                                     |                           | William Melling         | William Melling                            | William Melling                                                     | William Melling                        | William Melling                                         |
| Oliver Wood                                                                                            | Sean Biggerstaff                           | Sean Biggerstaff                    |                           |                         |                                            |                                                                     |                                        | Sean Biggerstaff                                        |
| Blaise Zabini                                                                                          |                                            |                                     |                           |                         |                                            | Louis Cordice                                                       | Louis Cordice                          | Louis Cordice                                           |
| Medlemmer af Fønixordenen                                                                              |                                            |                                     |                           |                         |                                            |                                                                     |                                        |                                                         |
| Sirius Black                                                                                           |                                            |                                     | Gary Oldman               | Gary Oldman             | Gary Oldman James Walters (u)              |                                                                     |                                        | Gary Oldman Rohan Gotobed (u)                           |
| Dedalus Diggle                                                                                         | David Brett                                |                                     |                           |                         |                                            |                                                                     |                                        |                                                         |
| Elphias Doge                                                                                           |                                            |                                     |                           |                         | Peter Cartwright                           |                                                                     | David Ryall                            |                                                         |
| Aberforth Dumbledore                                                                                   |                                            |                                     |                           |                         | Jim McManus                                |                                                                     |                                        | Ciarán Hinds                                            |
| Arabella Figg                                                                                          |                                            |                                     |                           |                         | Kathryn Hunter                             |                                                                     |                                        |                                                         |
| Mundungus Fletcher                                                                                     |                                            |                                     |                           |                         |                                            |                                                                     | Andy Linden                            |                                                         |
| Alice Longbottom                                                                                       |                                            |                                     |                           |                         | Lisa Wood                                  |                                                                     |                                        |                                                         |
| Frank Longbottom                                                                                       |                                            |                                     |                           |                         | James Payton                               |                                                                     |                                        |                                                         |
| Remus Lupus                                                                                            |                                            |                                     | David Thewlis             |                         | David Thewlis James Utechin (u)            | David Thewlis                                                       | David Thewlis                          | David Thewlis                                           |
| Skrækøje Dunder                                                                                        |                                            |                                     |                           | Brendan Gleeson         | Brendan Gleeson                            |                                                                     | Brendan Gleeson                        |                                                         |
| James Potter                                                                                           | Adrian Rawlins                             | Adrian Rawlins (o)                  | Adrian Rawlins            | Adrian Rawlins          | Adrian Rawlins (o) Robbie Jarvis (u)       |                                                                     | Adrian Rawlins                         | Adrian Rawlins Alfie McIlwain (u)                       |
| Lily Potter                                                                                            | Geraldine Somerville                       | Geraldine Somerville (o)            | Geraldine Somerville      | Geraldine Somerville    | Geraldine Somerville (o) Susie Shinner (u) | Geraldine Somerville                                                | Geraldine Somerville                   | Geraldine Somerville Ellie Darcey-Alden (u)             |
| Kingo Sjækelbolt                                                                                       |                                            |                                     |                           |                         | George Harris                              |                                                                     | George Harris                          | George Harris                                           |
| Nymphadora Tonks                                                                                       |                                            |                                     |                           |                         | Natalia Tena                               | Natalia Tena                                                        | Natalia Tena                           | Natalia Tena                                            |
| Emmeline Vance                                                                                         |                                            |                                     |                           |                         | Brigitte Millar                            |                                                                     |                                        |                                                         |
| Arthur Weasley                                                                                         |                                            | Mark Williams                       | Mark Williams             | Mark Williams           | Mark Williams                              | Mark Williams                                                       | Mark Williams                          | Mark Williams                                           |
| Bill Weasley                                                                                           |                                            |                                     | Richard Fish              |                         |                                            |                                                                     | Domhnall Gleeson                       | Domhnall Gleeson                                        |
| Charlie Weasley                                                                                        |                                            |                                     | Alex Crockford            |                         |                                            |                                                                     |                                        |                                                         |
| Molly Weasley                                                                                          | Julie Walters                              | Julie Walters                       | Julie Walters             |                         | Julie Walters                              | Julie Walters                                                       | Julie Walters                          | Julie Walters                                           |
| Lord Voldemort og hans Dødsgardister                                                                   |                                            |                                     |                           |                         |                                            |                                                                     |                                        |                                                         |
| Lord Voldemort                                                                                         | Richard Bremmer (u) Ian Hart (s)           | Christian Coulson (u)               |                           | Ralph Fiennes           | Ralph Fiennes                              | Hero Fiennes-Tiffin (u; 11) Frank Dillane (u; 15) Ralph Fiennes (o) | Ralph Fiennes                          | Ralph Fiennes Richard Bremmer (o) Christian Coulson (o) |
| Regulus Black                                                                                          |                                            |                                     |                           |                         |                                            | Tom Moorcroft                                                       |                                        |                                                         |
| Alecto Carrow                                                                                          |                                            |                                     |                           |                         |                                            | Suzie Toase                                                         | Suzie Toase                            | Suzie Toase                                             |
| Amycus Carrow                                                                                          |                                            |                                     |                           |                         |                                            | Ralph Ineson                                                        | Ralph Ineson                           | Ralph Ineson                                            |
| Barty Crouch Jr                                                                                        |                                            |                                     |                           | David Tennant           |                                            |                                                                     |                                        |                                                         |
| Antonin Dolohov                                                                                        |                                            |                                     |                           |                         | Arben Bajraktaraj                          |                                                                     | Arben Bajraktaraj                      |                                                         |
| Fenrir Greyback                                                                                        |                                            |                                     |                           |                         |                                            | Dave Legeno                                                         | Dave Legeno                            | Dave Legeno                                             |
| Bellatrix Lestrange                                                                                    |                                            |                                     |                           |                         | Helena Bonham Carter                       | Helena Bonham Carter                                                | Helena Bonham Carter                   | Helena Bonham Carter                                    |
| Walden Macnair                                                                                         |                                            |                                     | Peter Best                |                         | Peter Best                                 |                                                                     |                                        |                                                         |
| Lucius Malfoy                                                                                          |                                            | Jason Isaacs                        |                           | Jason Isaacs            | Jason Isaacs                               | Jason Isaacs (o) Tony Coburn (u)                                    | Jason Isaacs                           | Jason Isaacs                                            |
| Narcissa Malfoy                                                                                        |                                            |                                     |                           |                         |                                            | Helen McCrory                                                       | Helen McCrory                          | Helen McCrory                                           |
| Peter Pettigrew                                                                                        |                                            |                                     | Timothy Spall             | Timothy Spall           | Timothy Spall (u) Charles Hughes (u)       | Timothy Spall                                                       | Timothy Spall                          | Timothy Spall (o)                                       |
| Thorfinn Rowle                                                                                         |                                            |                                     |                           |                         |                                            | Rod Hunt                                                            | Rod Hunt                               | Rod Hunt                                                |
| Scabior                                                                                                |                                            |                                     |                           |                         |                                            |                                                                     | Nick Moran                             | Nick Moran                                              |
| Travers                                                                                                |                                            |                                     |                           |                         | Tav MacDougall                             |                                                                     |                                        |                                                         |
| Yaxley                                                                                                 |                                            |                                     |                           |                         |                                            |                                                                     | Peter Mullan                           |                                                         |
| Ansatte i Ministeriet for Magi                                                                         |                                            |                                     |                           |                         |                                            |                                                                     |                                        |                                                         |
| Amelia Bones                                                                                           |                                            |                                     |                           |                         | Sian Thomas                                | Sian Thomas (o)                                                     | Sian Thomas                            |                                                         |
| Mary Cattermole                                                                                        |                                            |                                     |                           |                         |                                            |                                                                     | Kate Fleetwood                         |                                                         |
| Reg Cattermole                                                                                         |                                            |                                     |                           |                         |                                            |                                                                     | Steffan Rhodri                         |                                                         |
| Barty Crouch Sr                                                                                        |                                            |                                     |                           | Roger Lloyd-Pack        |                                            |                                                                     |                                        |                                                         |
| John Dawlish                                                                                           |                                            |                                     |                           |                         | Richard Leaf                               |                                                                     |                                        |                                                         |
| Amos Diggory                                                                                           |                                            |                                     |                           | Jeff Rawle              |                                            |                                                                     |                                        |                                                         |
| Cornelius Fudge                                                                                        |                                            | Robert Hardy                        | Robert Hardy              | Robert Hardy            | Robert Hardy                               |                                                                     |                                        |                                                         |
| Mafalda Hopkirk                                                                                        |                                            |                                     |                           |                         | Jessica Hynes (s)                          |                                                                     | Sophie Thompson                        |                                                         |
| Albert Runcorn                                                                                         |                                            |                                     |                           |                         |                                            |                                                                     | David O'Hara                           |                                                         |
| Rufus Scrimgeour                                                                                       |                                            |                                     |                           |                         |                                            |                                                                     | Bill Nighy                             |                                                         |
| Pius Thicknesse                                                                                        |                                            |                                     |                           |                         |                                            |                                                                     | Guy Henry                              | Guy Henry                                               |
| Dolora Nidkjær                                                                                         |                                            |                                     |                           |                         | Imelda Staunton                            |                                                                     | Imelda Staunton                        |                                                         |
| Percy Weasley                                                                                          | Chris Rankin                               | Chris Rankin                        | Chris Rankin              |                         | Chris Rankin                               |                                                                     |                                        | Chris Rankin                                            |
| Mugglere                                                                                               |                                            |                                     |                           |                         |                                            |                                                                     |                                        |                                                         |
| Frank Bryce                                                                                            |                                            |                                     |                           | Eric Sykes              |                                            |                                                                     |                                        |                                                         |
| Dennis                                                                                                 |                                            |                                     |                           |                         | Christopher Rithin                         |                                                                     |                                        |                                                         |
| Mrs. Cole                                                                                              |                                            |                                     |                           |                         |                                            | Amelda Brown                                                        |                                        |                                                         |
| Dudley Dursley                                                                                         | Harry Melling                              | Harry Melling                       | Harry Melling             |                         | Harry Melling                              |                                                                     | Harry Melling                          |                                                         |
| Marge Dursley                                                                                          |                                            |                                     | Pam Ferris                |                         |                                            |                                                                     |                                        |                                                         |
| Petunia Dursley                                                                                        | Fiona Shaw                                 | Fiona Shaw                          | Fiona Shaw                |                         | Fiona Shaw                                 |                                                                     | Fiona Shaw                             | Ariella Paradise (u)                                    |
| Vernon Dursley                                                                                         | Richard Griffiths                          | Richard Griffiths                   | Richard Griffiths         |                         | Richard Griffiths                          |                                                                     | Richard Griffiths                      |                                                         |
| Mr Granger                                                                                             |                                            | Tom Knight                          |                           |                         |                                            |                                                                     | Ian Kelly                              |                                                         |
| Mrs Granger                                                                                            |                                            | Heather Bleasdale                   |                           |                         |                                            |                                                                     | Michelle Fairley                       |                                                         |
| Malcolm                                                                                                |                                            |                                     |                           |                         | Richard Macklin                            |                                                                     |                                        |                                                         |
| Mr Mason                                                                                               |                                            | Jim Norton                          |                           |                         |                                            |                                                                     |                                        |                                                         |
| Mrs Mason                                                                                              |                                            | Veronica Clifford                   |                           |                         |                                            |                                                                     |                                        |                                                         |
| Piers Polkiss                                                                                          |                                            |                                     |                           |                         | Jason Boyd                                 |                                                                     |                                        |                                                         |
| King's Cross jernbanestation sikkerhedsvagt                                                            | Harry Taylor                               | Harry Taylor                        |                           |                         |                                            |                                                                     |                                        |                                                         |
| Udenlandske troldmænd og hekse                                                                         |                                            |                                     |                           |                         |                                            |                                                                     |                                        |                                                         |
| Fleur Delacour                                                                                         |                                            |                                     |                           | Clémence Poésy          |                                            |                                                                     | Clémence Poésy                         | Clémence Poésy                                          |
| Gabrielle Delacour                                                                                     |                                            |                                     |                           | Angelica Mandy          |                                            |                                                                     | Angelica Mandy                         |                                                         |
| Gregorovitch                                                                                           |                                            |                                     |                           |                         |                                            |                                                                     | Rade Šerbedžija                        |                                                         |
| Gellert Grindelwald                                                                                    |                                            |                                     |                           |                         |                                            |                                                                     | Michael Byrne Jamie Campbell Bower (u) |                                                         |
| Igor Karkaroff                                                                                         |                                            |                                     |                           | Predrag Bjelac          |                                            |                                                                     |                                        |                                                         |
| Viktor Krum                                                                                            |                                            |                                     |                           | Stanislav Ianevski      |                                            |                                                                     | Stanislav Ianevski                     |                                                         |
| Olympe Maxime                                                                                          |                                            |                                     |                           | Frances de la Tour      |                                            |                                                                     | Frances de la Tour                     |                                                         |
| Hogwarts' stab og beboere (ikke-menneskelige og spøgelser)                                             |                                            |                                     |                           |                         |                                            |                                                                     |                                        |                                                         |
| Den Blodrøde Baron                                                                                     | Terence Bayler                             |                                     |                           |                         |                                            |                                                                     |                                        |                                                         |
| Sir Cadogan                                                                                            |                                            |                                     | Paul Whitehouse           |                         |                                            |                                                                     |                                        |                                                         |
| Everard                                                                                                |                                            |                                     |                           |                         | Sam Beazley                                |                                                                     |                                        |                                                         |
| Den Tykke Abbed                                                                                        | Simon Fisher-Becker                        |                                     |                           |                         |                                            |                                                                     |                                        |                                                         |
| Den Fede Dame                                                                                          | Elizabeth Spriggs                          |                                     | Dawn French               |                         |                                            |                                                                     |                                        |                                                         |
| Den Grå dame                                                                                           | Nina Young                                 |                                     |                           |                         |                                            |                                                                     |                                        | Kelly Macdonald                                         |
| Hulkende Hulda                                                                                         |                                            | Shirley Henderson                   |                           | Shirley Henderson       |                                            |                                                                     |                                        |                                                         |
| Næsten Hovedløse Nick                                                                                  | John Cleese                                | John Cleese                         |                           |                         |                                            |                                                                     |                                        |                                                         |
| Phineas Nigellus Black                                                                                 |                                            |                                     |                           |                         | John Atterbury                             |                                                                     |                                        |                                                         |
| Peeves                                                                                                 | Rik Mayall                                 |                                     |                           |                         |                                            |                                                                     |                                        |                                                         |
| Fordelingshatten                                                                                       | Leslie Phillips (s)                        | Leslie Phillips (s)                 |                           |                         |                                            |                                                                     |                                        | Leslie Phillips (s)                                     |
| (deriblandt Profettidende, Diagonalstræde, Hogsmeade, Hogwarts Ekspressen, Natbussen, og Tusmørkegyde) |                                            |                                     |                           |                         |                                            |                                                                     |                                        |                                                         |
| Bathilda Bagshot                                                                                       |                                            |                                     |                           |                         |                                            |                                                                     | Hazel Douglas                          |                                                         |
| Heathcote Barbary                                                                                      |                                            |                                     |                           | Jason Buckle            |                                            |                                                                     |                                        |                                                         |
| Mr Borgin                                                                                              |                                            | Edward Tudor-Pole                   |                           |                         |                                            |                                                                     |                                        |                                                         |
| Gideon Crumb                                                                                           |                                            |                                     |                           | Steven Claydon          |                                            |                                                                     |                                        |                                                         |
| Barnabas Cuffe                                                                                         |                                            |                                     |                           |                         |                                            | Roger C. Baily                                                      |                                        |                                                         |
| Ariana Dumbledore                                                                                      |                                            |                                     |                           |                         |                                            |                                                                     |                                        | Hebe Beardsall                                          |
| Kirley Duke                                                                                            |                                            |                                     |                           | Jonny Greenwood         |                                            |                                                                     |                                        |                                                         |
| Heksen med madvognen på Hogwartsekspressen                                                             | Jean Southern                              |                                     |                           | Margery Mason           |                                            |                                                                     |                                        |                                                         |
| Auntie Muriel                                                                                          |                                            |                                     |                           |                         |                                            |                                                                     | Matyelok Gibbs                         |                                                         |
| Xenophilius Lovegood                                                                                   |                                            |                                     |                           |                         |                                            |                                                                     | Rhys Ifans                             |                                                         |
| Mr Ollivander                                                                                          | John Hurt                                  |                                     |                           |                         |                                            |                                                                     | John Hurt                              | John Hurt                                               |
| Ernie Kabang                                                                                           |                                            |                                     | Jimmy Gardner             |                         |                                            |                                                                     |                                        |                                                         |
| Madam Rosmerta                                                                                         |                                            |                                     | Julie Christie            |                         |                                            |                                                                     |                                        |                                                         |
| Stan Stabejs                                                                                           |                                            |                                     | Lee Ingleby               |                         |                                            |                                                                     |                                        |                                                         |
| Rita Rivejern                                                                                          |                                            |                                     |                           | Miranda Richardson      |                                            |                                                                     | Miranda Richardson                     |                                                         |
| Orsino Thruston                                                                                        |                                            |                                     |                           | Phil Selway             |                                            |                                                                     |                                        |                                                         |
| Tom | Derek Deadman                              |                                     | Jim Tavare                |                         |                                            |                                                                     |                                        |                                                         |
| Donaghan Tremlett                                                                                      |                                            |                                     |                           | Steve Mackey            |                                            |                                                                     |                                        |                                                         |
| Myron Wagtail                                                                                          |                                            |                                     |                           | Jarvis Cocker           |                                            |                                                                     |                                        |                                                         |
| Eldred Worple                                                                                          |                                            |                                     |                           |                         |                                            | Paul Ritter                                                         |                                        |                                                         |
| Andre ikke-menneskelige                                                                                |                                            |                                     |                           |                         |                                            |                                                                     |                                        |                                                         |
| Aragog                                                                                                 |                                            | Julian Glover (s)                   |                           |                         |                                            |                                                                     |                                        |                                                         |
| Bane                                                                                                   |                                            |                                     |                           |                         | Jason Piper                                |                                                                     |                                        |                                                         |
| Bogrod                                                                                                 |                                            |                                     |                           |                         |                                            |                                                                     |                                        | Jon Key                                                 |
| Dobby                                                                                                  |                                            | Toby Jones (s)                      |                           |                         |                                            |                                                                     | Toby Jones (s)                         |                                                         |
| Firenze                                                                                                | Ray Fearon (s)                             |                                     |                           |                         |                                            |                                                                     |                                        |                                                         |
| Grawp                                                                                                  |                                            |                                     |                           |                         | Tony Maudsley                              |                                                                     |                                        |                                                         |
| Griphook                                                                                               | Verne Troyer Warwick Davis (s)             |                                     |                           |                         |                                            |                                                                     | Warwick Davis                          | Warwick Davis                                           |
| Kræ |                                            |                                     |                           |                         | Timothy Bateson (s)                        |                                                                     | Simon McBurney (s)                     |                                                         |
| Magorian                                                                                               |                                            |                                     |                           |                         | Michael Wildman                            |                                                                     |                                        |                                                         |
| Sanguini                                                                                               |                                            |                                     |                           |                         |                                            | Charlie Bennison                                                    |                                        |                                                         |
| Skrumpe Hoved                                                                                          |                                            |                                     | Lenny Henry (s)           |                         |                                            |                                                                     |                                        |                                                         |
| Epilog personer                                                                                        |                                            |                                     |                           |                         |                                            |                                                                     |                                        |                                                         |
| Astoria Malfoy                                                                                         |                                            |                                     |                           |                         |                                            |                                                                     |                                        | Jade Gordon                                             |
| Scorpius Malfoy                                                                                        |                                            |                                     |                           |                         |                                            |                                                                     |                                        | Bertie Gilbert                                          |
| Albus Severus Potter                                                                                   |                                            |                                     |                           |                         |                                            |                                                                     |                                        | Arthur Bowen                                            |
| James Sirius Potter                                                                                    |                                            |                                     |                           |                         |                                            |                                                                     |                                        | Will Dunn                                               |
| Lily Luna Potter                                                                                       |                                            |                                     |                           |                         |                                            |                                                                     |                                        | Daphne de Beistegui                                     |
| Hugo Weasley                                                                                           |                                            |                                     |                           |                         |                                            |                                                                     |                                        | Ryan Turner                                             |
| Rose Weasley                                                                                           |                                            |                                     |                           |                         |                                            |                                                                     |                                        | Helena Barlow                                           |